# Pierre Dugua

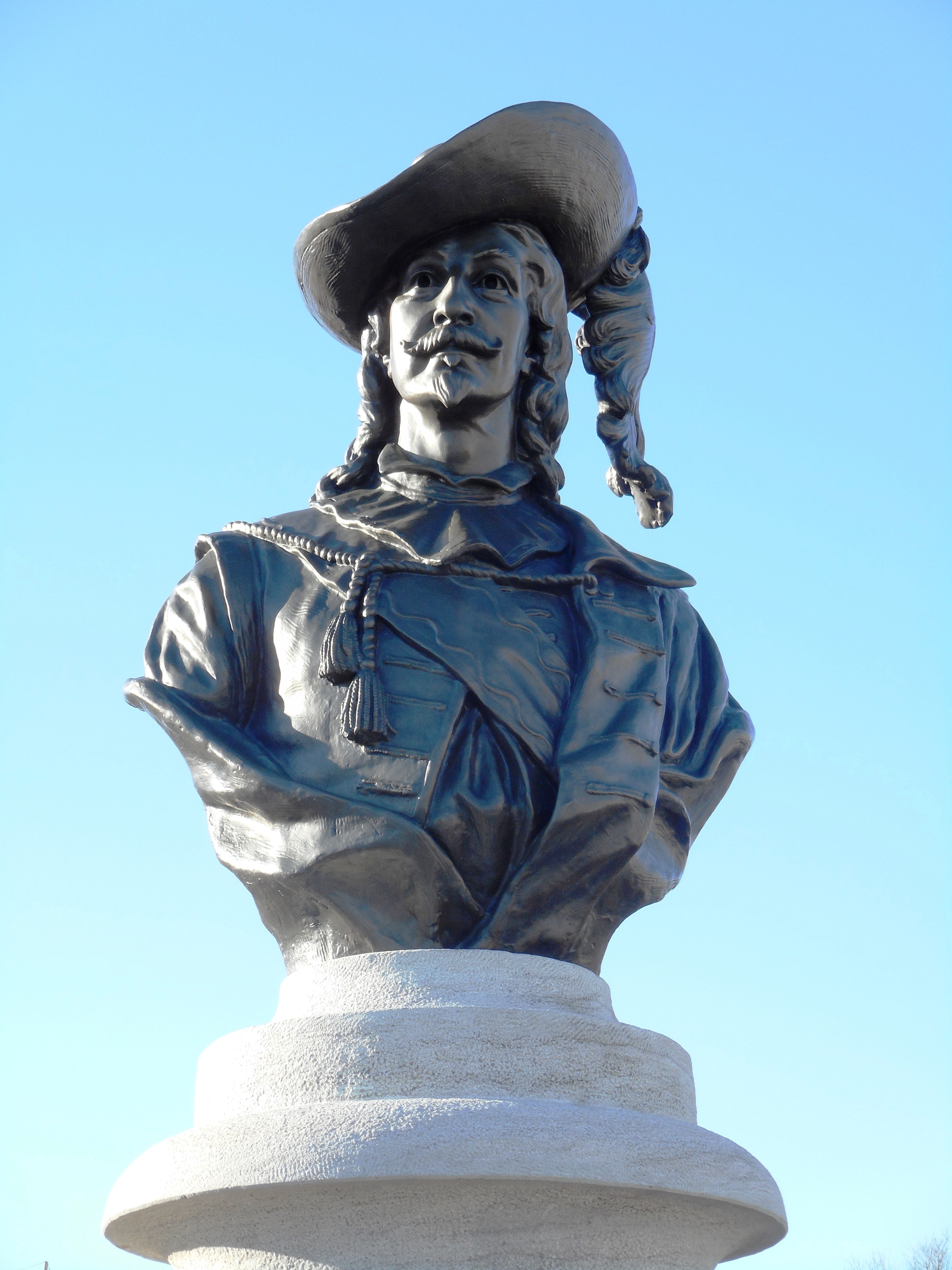
Buste van Pierre Dugua de Mons te Quebec, onthuld op 3 juli 2007

Pierre Dugua, Sieur de (heer van) Mons, (Royan, circa 1558 – Fléac-sur-Seugne, 1628) was een Franse koopman, ontdekkingsreiziger en kolonisator. Hij had een grote invloed op de eerste Franse pogingen om een kolonie te vestigen in Noord-Amerika.
Dugua werd geboren op het Château de Mons, als zoon van Guy Dugua en Claire Gourmand. Hij werd aangetrokken door de Nieuwe Wereld en in 1598 verkocht hij enkele van zijn eigendommen om een expeditie naar Noord-Amerika uit te rusten. Hij maakte een reis naar Tadoussac. Bij zijn terugkeer in Frankrijk in 1603 gaf koning Hendrik IV van Frankrijk hem voor tien jaar het exclusieve recht om gebieden te koloniseren in Noord-Amerika tussen 40 en 45 graden noorderbreedte. De koning gaf Dugua ook een handelsmonopolie in de pelshandel voor dit gebied, en benoemde hem tot luitenant generaal van de te vestigen kolonie, die ze Acadië noemden.
In 1604 vertrok hij naar Noord-Amerika met honderd kolonisten, waaronder de cartograaf Samuel de Champlain. Zij vestigden een nederzetting op het eilandje Île Sainte Croix in de monding van wat nu de grensrivier is tussen de Amerikaanse staat Maine en de Canadese provincie New Brunswick. Het is ironisch dat dit eiland ten noorden van de 45e breedtegraad ligt. Veel kolonisten overleefden de strenge winter niet, ten dele door het gebrek aan vers voedsel en zoet water op het kleine eilandje. Daarom werd in het voorjaar besloten om de kolonie naar een betere locatie aan de andere kant van de Fundybaai te verhuizen. Deze kolonie werd Port Royal genoemd. Om te voorkomen dat hij zijn handelsmonopolie zou verliezen, zag Dugua zich gedwongen terug te keren naar Frankrijk. In 1608 rustte hij een nieuwe expeditie uit, geleid door Champlain. Deze expeditie stichtte de stad Quebec. De koning beëindigde Dugua's monopolie in de pelshandel, en deze zag zich gedwongen zijn handelsmaatschappij op te heffen. In 1611 gaf hij zijn positie als luitenant generaal op.
Intussen was Dugua in 1610 benoemd tot gouverneur van Pons.
Dugua trok zich in 1618 terug op zijn Château d'Ardennes in Fléac, waar hij tien jaar later overleed.